# Fenwickia nuda
Fenwickia nuda är en tvåvingeart som beskrevs av Malloch 1930. Fenwickia nuda ingår i släktet Fenwickia och familjen myllflugor. Inga underarter finns listade i Catalogue of Life.